# 鶴屋 (福岡県)
株式会社鶴屋（つるや）は、福岡県北九州市八幡東区に本社を置き『八幡饅頭』で知られた製菓会社。

## 概説
千鳥屋グループの親族筋にあたる企業であった。というのも創業者の原田三郎は千鳥屋グループの実質的な祖である原田政雄の実の弟であり、実家での修業・徴兵を経て1930年に独立し、当時の八幡市で開業し『八幡饅頭』を売り出したのが「鶴屋」の始まりである。
第二次世界大戦による戦災と物資不足で一時休業を余儀なくされたものの、再興後は高度経済成長の波に乗って業績を伸ばした。しかしオイルショック以降「鉄冷え」や食習慣の変化による菓子の多様化で売上を年々落としていった。加えて経営者一族や従業員の高齢化、原材料価格高騰なども相まって事業継続が困難となり、2014年2月を以て菓子製造業から撤退した。
その後は残存した本店の土地・建物・資材等を管理する会社として細々と活動している。一方で廃業を惜しんだ『八幡饅頭』のファンである企業経営者が創業者一族や元従業員らを説得し、廃業から7年後に菓子製造業の受け皿となる会社を立ち上げ、“再々興”した。但し、商品の種類は大幅に絞り込んでいる。

## 沿革
- 1630年（寛永7年） - 肥前国佐嘉郡太俣郷（現：佐賀市久保田町）で「松月堂」創業（千鳥屋グループと共通のルーツ）。
- 1927年（昭和2年） - 「松月堂」当主の原田政雄、福岡県嘉穂郡飯塚町（現：飯塚市）に支店として「千鳥屋」を開業。実弟・三郎も付き従い修業するが途中で徴兵される。
- 1930年（昭和5年） - 除隊した原田三郎が、福岡県八幡市（現・北九州市八幡東区）に「鶴屋」を開店。
- 1954年（昭和29年） - 京都市で開かれた第23回全国菓子大博覧会で「八幡饅頭」が名誉総裁賞を受賞。
- 1993年（平成5年） - 創業者・原田三郎が死去。以降実子の隆好・昭兄弟が経営にあたった。
- 2014年（平成26年）2月28日 - 閉店。84年の歴史に幕を下ろす。
- 2021年（令和3年）8月3日 - 「株式会社鶴屋本舗」設立、菓子製造業の事業承継成立。

## 販売していた商品
※は、事業承継で復活した商品。
- ※八幡饅頭
- ※カステラ
- 丸ぼうろ
- 花尾の城址
- 無法一代
- ※小倉っ子
- 小倉城
- 月餅
- 羊羹
- おしるこ
- 花びら餅
- ※シュークリーム

## 閉店した店舗
- 本店 - 北九州市八幡東区中央2丁目18-8
- 八幡駅前店 - 北九州市八幡東区西本町3丁目1-1
- 高見店 - 北九州市八幡東区高見2-7-6（現：西鉄ストアスピナラソリエ高見店内）
- 小倉店 - 北九州市小倉北区京町2-4-29
- 本城店 - 北九州市八幡西区光貞台1-1-1（UR本城西団地1号棟商業区画）
- 黒崎店 - 北九州市八幡西区黒崎2丁目10-16

事業承継後、本店は同じ場所で営業再開。八幡駅前店は付近一帯が再開発され敷地が「さわらびガーデン」の一部となり、別区画の再開発ビル内にあるスーパーマーケットのテナントという形で事実上営業再開した。その他の店舗は全て完全閉店した。